# Большеустьикинское
Большеустьики́нское (баш. Оло-Ыҡтамаҡ) — село, административный центр Мечетлинского района и Большеустьикинского сельсовета Республики Башкортостан.

## История

### Основание
1 декабря 1800 года переселенцы из Кунгурского уезда Пермской губернии Самоил Окулов и Семен Редькин заключили договор с башкирами о припуске на землю. От имени башкир Кущинской волости договор подписал старшина Кутуш Исекеев. Из договора было видно, что земли были предоставлены не в десятинах, а просто по урочищам, горам, берегам, рек, а река Ай стала границей. За пользование земельными угодьями переселенцы должны были заплатить 500 рублей и платить ежегодно по 40 рублей оброку в течение 40 лет. После 40 лет башкиры могли забрать эти земли обратно. Русские крестьяне поселились в количестве 50 дворов, новое селение получило название Устьикинское, образованное от гидронима: устье реки Ик.

### XIX век
В 1835 году устьикинцы построили церковь. Строительство церкви привлекло генерал-губернатора Оренбургского края Перовского на сторону крестьян. Он ходатайствовал перед главнокомандующим башкирским войском Циолковским о передаче оборочных земель в полное и постоянное владение устьикинцев. Оренбургский и Уфимский епископ Иоанникий (Образцов) просил отвести для церковнослужителей 99 десятин земли. Дело о земле решилось в пользу крестьян. В 1847 году по новой нарезке они получали 15 десятин земли на душу мужского пола без платы оброка башкирам.
Деревня с каждым годом росла. Самой первой улицей следует считать улицу Революционную (была под названием Сальовка или Сальевка). К началу XX века деревня начинает менять свой облик: она стала большой, появились красивые пятистенные дома, покрытые железом. В 1873 году в Большеустьикинском была построена школа на средства жителей села. Это было двухклассное училище, размещалось в деревянном доме. Первым учителем был Лукин Дмитрий Васильевич.

### XX век
В 1969 году был образован межколхозный санаторий-профилакторий «Сосновый бор», далее переименованный в санаторий «Карагай».

## Население
| 1939  | 1941  | 1959  | 1970  | 1979  | 1989  | 2002  |
| ----- | ----- | ----- | ----- | ----- | ----- | ----- |
| 2616  | →2616 | ↗3696 | ↗4452 | ↗5761 | ↗6347 | ↗7557 |
| 2009  | 2010  | 2021  |       |       |       |       |
| ↗8504 | ↘7839 | ↗8591 |       |       |       |       |

Национальный состав
Согласно переписи 2002 года, преобладающие национальности — башкиры (43,2 %), русские (32,2 %).
Согласно переписи 2020 года, преобладающие национальности — башкиры (59,7 %), русские (26,4 %), татары (12,4 %).

## Географическое положение
Находится на правом берегу реки Ай.

## Достопримечательности

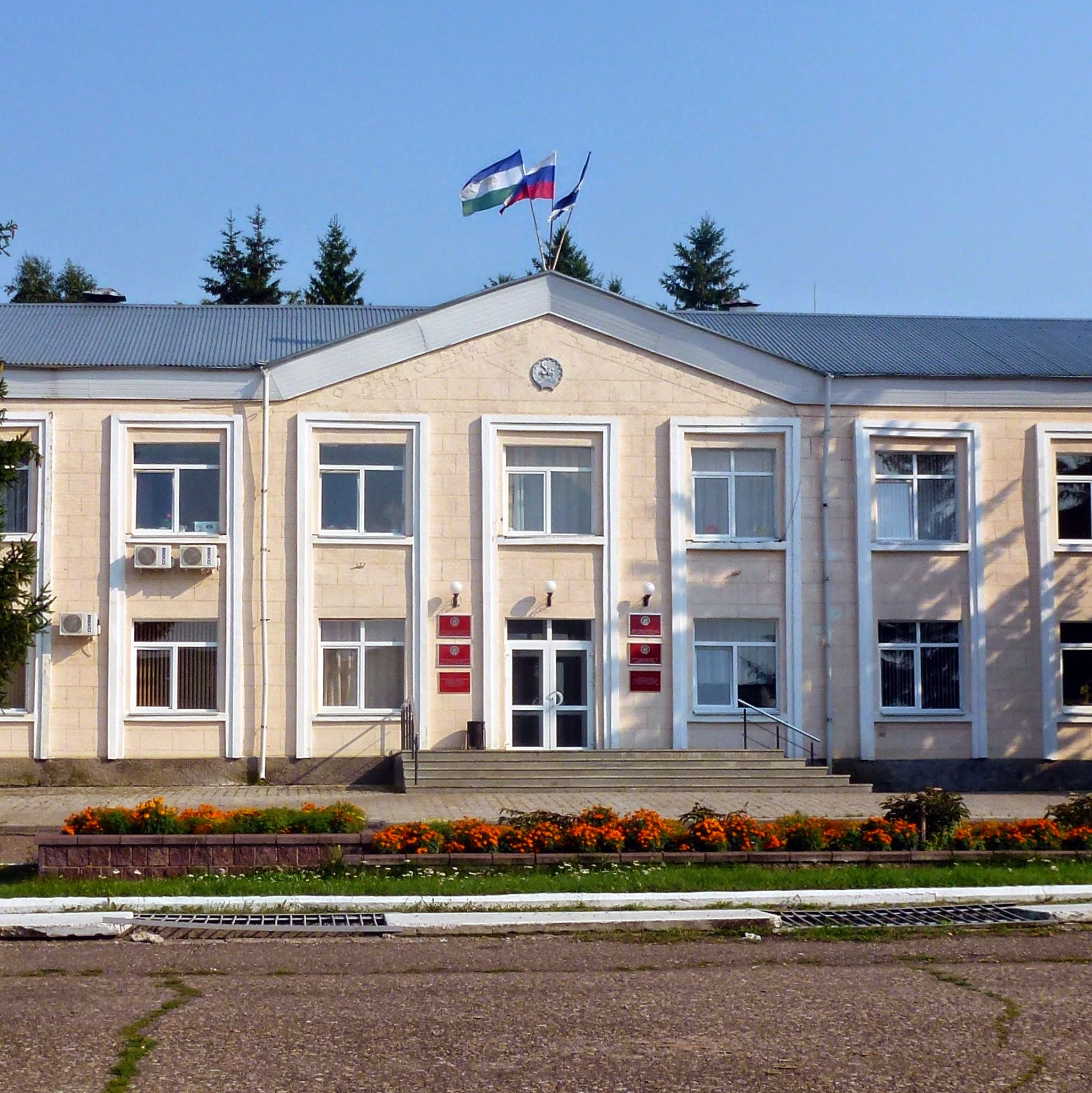
Здание районной администрации

- Родник Фазыла. На большой ровной поляне расположился целый «парк». Ворота с названием источника на башкирском языке[8].
- Мемориал воинам Великой Отечественной войны. Мемориальная стела находится на территории небольшого, но очень зеленого парка. За монументом расположились списки не пришедших с войны односельчан. В парке кроме монумента воинам войны находятся ещё два танка[9].
- Памятник участникам Крестьянской войны 1773—1775 годов установленный в 2007 году[10].
- Мечетлинский историко-краеведческий музей. Экспонаты подробно рассказывают о событиях, происходивших на территории района. Музей был открыт в 1967 году при содействии Абрара Масалимовича Садретдинова, первого секретаря Мечетлинского райкома КПСС, много сделавшего для развития района[11].
- Музей мёда в Кутушево. Экспозиция музея собрана опытным пчеловодом Ахметнуром Аубакеровичем Хафизовым. В музее представлена большая коллекция ульев. Они отличаются по форме, по размеру и по материалу, из которого изготовлены, бывают вертикальные и горизонтальные улья[12].

- Музей кубыза — единственный в Республике Башкортостан музей, посвящённый данному музыкальному инструменту. Был открыт в 2010 году. Только здесь сохранились разные виды металлического кубыза, струнный кубыз (кыл-кубыз), долгое время считавшийся исчезнувшим, и деревянный кубыз (агас кубыз)[13]

## Радиостанции
- 104,4 МГц — Радио Юлдаш.

## Религия
Православные храмы
- Церковь в честь Трёх Святителей 1830—1832 годов постройки

Мечети
- Мечеть

## Известные уроженцы, жители
- Мирсаев, Рамиль Нурыевич — депутат Государственной Думы первого созыва.